# 杯麵

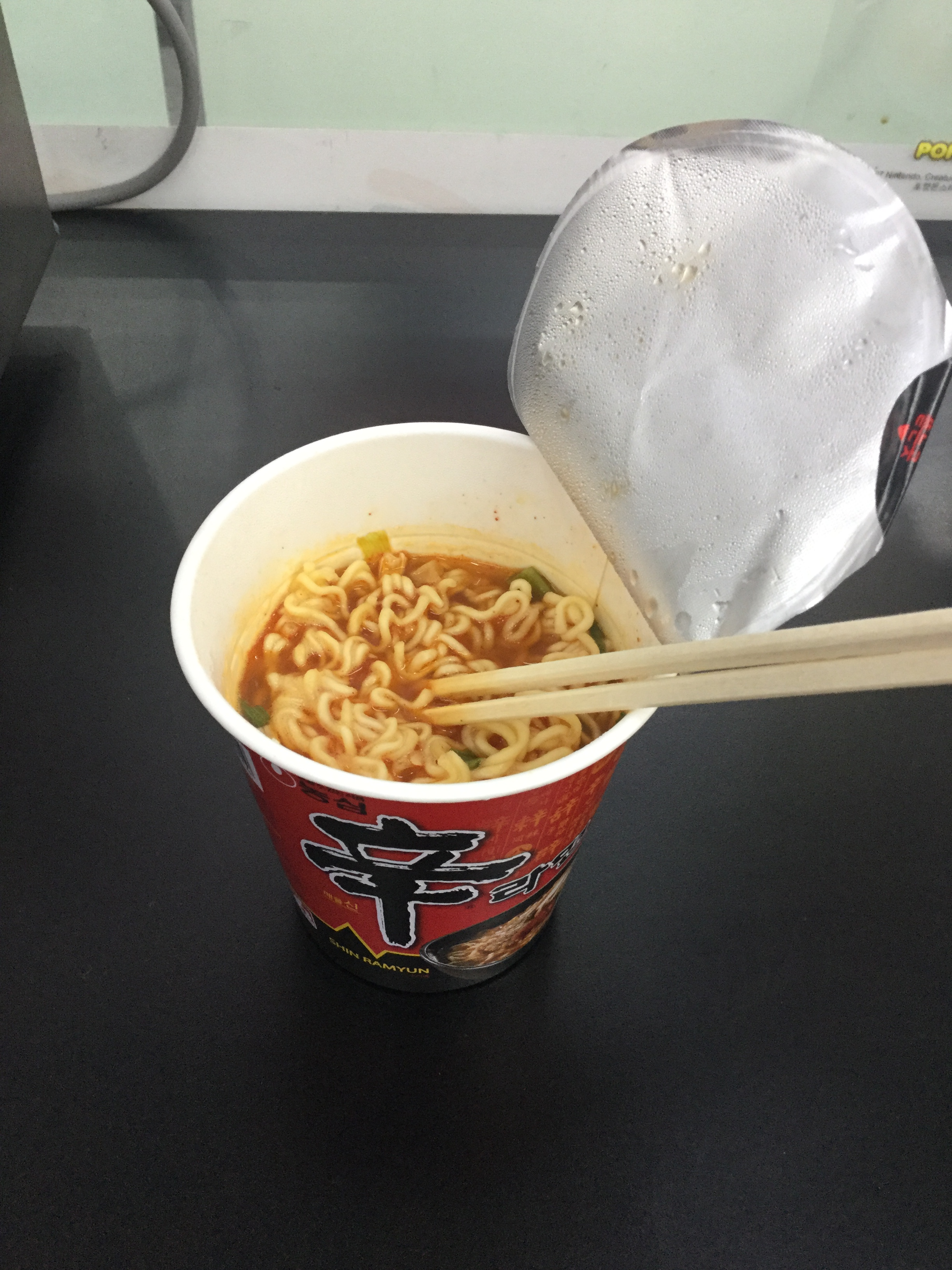

杯麵是即食麵的一個變體，其經乾燥處理並以杯狀的耐熱防水容器盛載，只需注入熱水焗數分鐘便可食用，無需烹調。其種類非常廣泛，有拉麵、烏冬、米粉、伊麵，近年亦有意大利粉等種類，通常亦有少量經乾燥處理的肉、蝦、蛋及菜等配料。
杯狀的耐熱防水容器通常以聚苯乙烯（發泡膠）或經防水耐熱處理的紙為材料。除杯型容器外，也有一些使用碗型容器的，稱為碗麵。使用桶型容器的，稱為桶麵。

## 歷史
杯麵由日本日清食品發明，於1971年9月18日在日本上市，最初推出的品牌命名為合味道（Cup Noodle），售價100日圓（0.25美元），為當時袋裝即食麵售價的3倍以上，並以發泡聚苯乙烯為容器。按日清說法，安藤百福當初向美國代表推介日本即食麵，而對方用紙杯和餐叉試食，所以日清靈機一動，將產品設計出「杯麵」，放棄用筷子，以迎合西方飲食文化，推廣到世界，形成現在以叉子食泡面的吃法。
杯麵試賣期間在球場與賽馬場等地點銷售，因價格過高而不受歡迎，最後只能在某些必須夜間值勤的單位例如消防隊與日本自卫队販賣。為求打開市場，日清食品的創辦人安藤百福在東京鬧市區與三越百貨公司合作促銷，創下4個鐘頭賣出兩萬份的紀錄，才奠定日本人接受杯麵的基礎。由於杯麵走高價路線，所以配料包括冷凍乾燥法製成的乾燥蝦，同時也改以叉子作為餐具。東京街頭促銷與口味改善，讓杯麵在關東得以立足。1972年2月日本發生赤軍連挾持人質與警察對抗的淺間山莊事件。由於警察吃杯麵裹腹的鏡頭上了電視現場轉播，杯麵一沖即食十分方便，因此一炮而紅。

## 健康
杯麵與即食麵一樣，其湯底多數高鈉，過度食用容易引起腎臟及血壓問題，即使必須食用仍建議僅吃麵條避免飲用湯汁。

## 外部連結
- （日語）Cup Noodles 官方網站 （页面存档备份，存于）